# Nemo me impune lacessit

Lo stemma reale del Regno Unito usato in Scozia, in cui si legge il motto dell'Ordine del Cardo Nemo me impune lacessit

Nemo me impune lacessit (dal latino, Nessuno mi aggredisce impunemente) è il motto dell'Ordine del Cardo e di tre reggimenti scozzesi del British Army, tra cui le Guardie Scozzesi. È altresì adoperato come motto della Scozia ed è presente nello stemma della Corona del Regno Unito.
Si trova occasionalmente anche nella versione Nemo me impune lacesset, cioè con il verbo al futuro.
Apparve per la prima volta sulle monete scozzesi sotto il regno di Giacomo VI di Scozia. Usato come ammonimento verso i falsari, successivamente venne stampato sul contorno delle prime monete d'oro prodotte meccanicamente sotto Carlo I d'Inghilterra, per impedirne la tosatura al fine di trarre piccole scaglie di prezioso metallo. È presente sul contorno delle ultime monete scozzesi da una sterlina (quelle inglesi e gallesi hanno altre iscrizioni).
Il motto è citato nel racconto Il barile di Amontillado di Edgar Allan Poe ed è anche il motto riportato nel crest del 2º plotone dell'unità speciale Squadrone Eliportato Carabinieri Cacciatori "Sardegna",in quello del 117º corso AUC della Scuola Artiglieria Contro Aerei di Sabaudia, in quello del 145º corso AUC della Scuola Militare Alpina di Aosta, oltre che in quello del 77º Corso Normale Allievi Sottufficiali AM, categoria Armieri e del 114° Corso Allievi Ufficiali Piloti di Complemento (AUPC) AM.
Viene anche citato nel racconto dello scrittore Stephen King "Se scorre il sangue", inserito nell'omonima raccolta del 2020.
Il motto è altresì più volte citato nel romanzo di fantascienza del 1986 Il pianeta del silenzio dello scrittore polacco Stanislaw Lem. 
Il motto viene citato anche ne L’ultimo dei Mohicani di James Fenimore Cooper.